# Blue Ensign

Blue Ensign depuis 1801

Blue Ensign de 1707 à 1801

Le Blue Ensign (traduction française non usitée : « pavillon bleu ») est un pavillon hissé au mat de pavillon arrière mais aussi comme pavillon national, par certaines organisations ou certains territoires liés au Royaume-Uni. Son évolution a suivi celle de l'Union Jack le drapeau du Royaume-Uni.

## Histoire

Liens hériarchiques entre les grades des amiraux des différentes escadres, ainsi que les pavillons concernés.

Ce pavillon date des années 1600. Il était constitué à l'origine d'un fond bleu et de la croix de Saint-Georges dans le coin supérieur à l'attache.
L'Acte d'Union (1707) unissant l'Écosse et l'Angleterre (pour former le Royaume-Uni de Grande-Bretagne) combina la croix de Saint-Georges avec celle de Saint-André pour former l'Union Flag.
Après l'Acte d'Union de 1800 unissant l'Irlande à la Grande-Bretagne (pour former le Royaume-Uni de Grande-Bretagne et d'Irlande), une croix celte dite de Saint Patrick fut rajoutée à l'Union Flag drapeau, et donc aussi au Blue Ensign à partir du 1er janvier 1801.
Avant la réorganisation de la Royal Navy, en 1864, le Blue Ensign était le pavillon d'une des trois escadres de la Royal Navy.
Cela changea en 1864, quand un Décret du Conseil attribua le Red Ensign à la marine marchande, le Blue Ensign aux navires de service public ou commandés par un officier réserviste de la Royal Navy, et le White Ensign à la Navy.

## LeBlue Ensignsimple
Donc, après 1864, le Blue Ensign peut être porté, à la place du Red Ensign, par deux catégories de vaisseaux marchands :
- Les navires marchands anglais dont le commandement et l'équipage comprennent un certain nombre de retraités ou réservistes de la Royal Navy. Le nombre de membres d'équipage et grades exigés pour cela a varié au cours des ans ainsi que les critères exigés.
- Les yachts appartenant aux membres de certains vieux clubs anglais, par exemple le Royal Northern and Clyde Yacht Club. L'autorisation d'arborer ce pavillon (et les autres pavillons spéciaux) fut suspendue pour les yacht clubs pendant les deux guerres mondiales.

## LeBlue Ensignavec écusson ou emblème
Depuis 1864, le Blue Ensign arbore un écusson ou un emblème dans la partie flottante pour former le pavillon :
- Des départements de l'État ou des organismes publics (par exemple : Port of London Authority, Aberdeen Harbour Board, Sea Cadet Corps, Combined Cadet Force).
- Des navires appartenant à certains Yacht Clubs anglais (par exemple, the Royal Harwich Yacht Club).
- Des navires gouvernementaux des territoires d'outre-mer appartenant au Royaume-Uni. L'origine en est un Décret du Conseil de 1867-69 qui attribua le Blue Ensign aux vaisseaux étant aux services des colonies Britanniques. Le Blue Ensign étant orné, dans ce cas de l'emblème de cette colonie. Cette utilisation est à l'origine de l'utilisation du Blue Ensign en de multiples lieux, comme les États de l'Australie.

### Pavillons gouvernementaux propres à certains territoires d'outre-mer du Royaume-Uni
- Bermudes. Sur terre, le Red Ensign est utilisé.
- Gibraltar. Sur terre, un autre drapeau est utilisé.

### Drapeaux des territoires d'outre-mer du Royaume-Uni qui sont dérivés duBlue Ensign
- Anguilla.
- Îles Vierges britanniques.
- Îles Caïmans.
- Îles Malouines.
- Géorgie du Sud-et-les Îles Sandwich du Sud
- île de Montserrat.
- Îles Pitcairn.
- Île Sainte-Hélène.
- Île de l'Ascension.
- Archipel Tristan da Cunha.
- Îles Turks-et-Caïcos.

### Drapeaux nationaux dérivés duBlue Ensign
- Australie.
- Nouvelle-Galles du Sud.
- Queensland.
- Australie-Méridionale.
- Tasmanie.
- Victoria (État).
- Australie occidentale.
- Nouvelle-Zélande.
- Îles Cook.
- Fidji.
- Tuvalu.

### États disposant d'unBlue Ensign
- Inde.
- Malaisie.
- Île Maurice.
- Nigéria.
- Singapour.

### Historique
- Ancien drapeau légal de la province de Québec (1868-1939)
- Ancien drapeau légal de la province de Québec (1939-1948)